# Incendie de l'internat d'Heusden-Zolder
L'incendie de l'internat d'Heusden-Zolder eut lieu le 23 janvier 1974 à l'internat Heilig-Hartcollege d'Heusden-Zolder dans la province de Limbourg, en Belgique.
Il fit 23 morts, tous âgés entre 12 et 16 ans, et fait dès lors partie des incendies les plus meurtriers du pays.

## Images

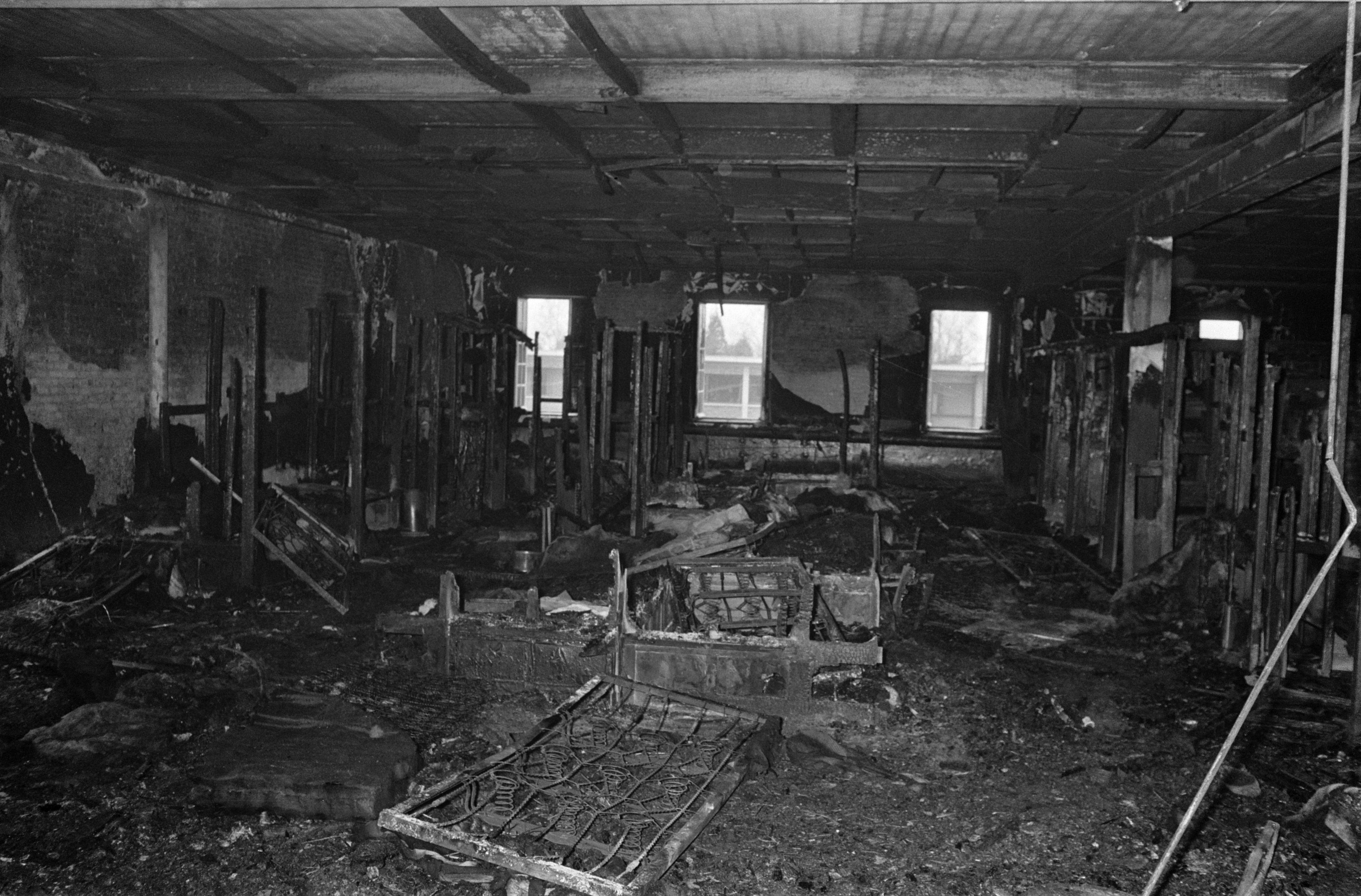
Le dortoir après l'incendie.
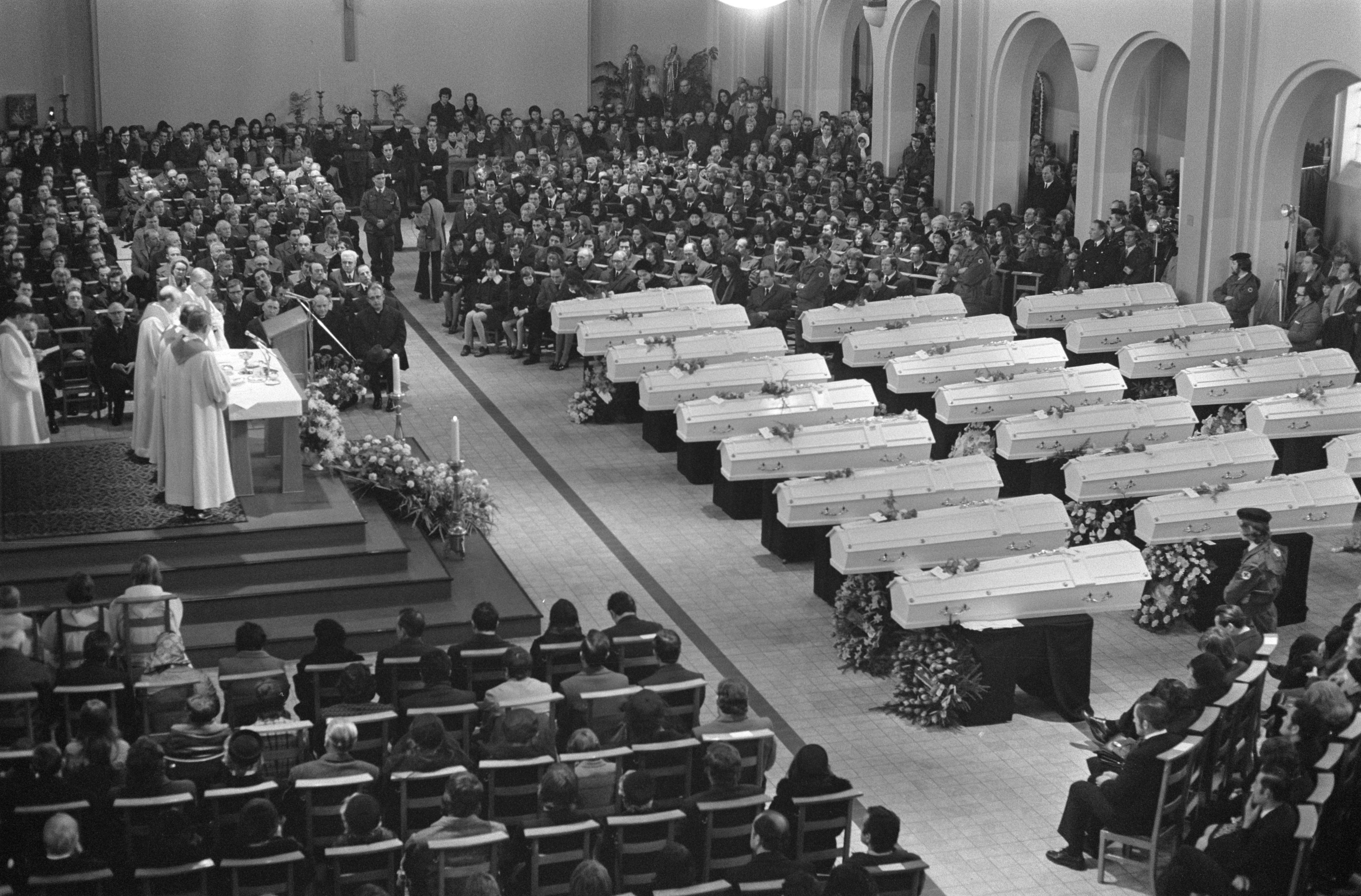
La cérémonie funéraire.